# Шевле, Михаил Васильевич
Михаил Васильевич Шевле (псевдоним, настоящая фамилия Васильев) (16 сентября 1887, Уразметево, Чебоксарский уезд, Казанская губерния — 24 апреля 1954, Джамбул, Казахская ССР) — советский государственный деятель. Председатель представительства Чувашской АССР при Президиуме ВЦИК.

## Биография

### Происхождение
В 1902—1907 на разных работах в городах Свияжск, Казань; учитель. В 1907 году окончил экстерном Казанскую учительскую семинарию. Участвовал в революционном движении, в 1908—1909, 1910 арестовывался за революционную деятельность.
В 1909-10 матрос плавбазы пароходного товарищества «Русь» в городе Астрахань. В 1910-15 чернорабочий, плотник, табельщик, счетовод-конторщик на стройках городов Баку и Тифлис. В 1915-17 в армии, в Первой мировой войне, воевал на Турецком фронте.
С 1917 по 1920 год работал бухгалтером по вольному найму, счетоводом кожевенного завода, чернорабочим на Тифлисском складе, плотником мастерских Закавказской железной дороги.

### Государственная деятельность
В 1920—1922 годах — инспектор, заместитель заведующего, заведующий отделом управления исполкома Чувашской АО. Организовывал встречу представителей Совнаркома Чувашии с лидером английских тред-юнионистов О’Грэйди, Джеймс во время голода 1921-22 гг. С марта 1922 года — постоянный представитель Чувашской АО при Народном комиссариате по делам национальностей РСФСР, с ноября 1923 года — при Президиуме ВЦИК.
21 июля 1924 года была на приёме к И. В. Сталину совместно с членами Чувашкома Лукиным и Михайлов. С июня 1925 года — заместитель председателя, председатель представительства Чувашской АССР при Президиуме ВЦИК.

### Репрессии
Был репрессирован трижды. Реабилитирован.